# Texas (hudební skupina)
Texas je hudební skupina ze skotského města Glasgow, hrající pop, blues rock a blue-eyed soul. Kapelu založil v roce 1986 Johnny McElhone, který dříve působil ve formacích Altered Images a Hipsway. Ostatními členy kapely jsou Sharleen Spiteri (zpěv a kytara), Tony McGovern (kytara, zpěv), Alistair Manson McErlaine (kytara), Johnny McElhone (baskytara), Eddie Campbell (klávesy), Michael Bannister (klávesy), Neil Payne (bubny). Jméno kapely je převzato z filmu Wima Wenderse Paris, Texas. Svůj debut měli na půdě univerzity v Dundee v dubnu roku 1988. Následující rok vydala kapela své první album Southside s hitem „I Don't Want a Lover“, které kapelu katapultovalo na přední pozice světových hitparád. Za dobu existence se prodalo více než 38 milionů kusů alb skupiny Texas.
Ku příležitosti 25. výročí existence si kapela připravila kompilační album Texas 25, jež vyjde 16. února 2015. Na nahrávání se podílela hudební formace Truth & Soul. Na desce se objeví osm starých nově nahraných hitů a čtyři novinky. Jednou z nich je i singl „Start a Family“, jenž vyšel 6. ledna 2015 a k němuž se plánuje i videoklip s Alanem Rickmanem v hlavní roli.

## Diskografie

### Alba
- Southside (1989) UK #3 (Gold), US #88
- Mothers Heaven (1991) UK #32
- Ricks Road (1993) UK #18 (Gold)
- White on Blonde (1997) UK #1 (6x Platinum)
- The Hush (1999) UK #1 (3x Platinum)
- The Greatest Hits (2000) UK #1 (6x Platinum)
- Careful What You Wish For (2003) UK #5 (Gold)
- Red Book (2005) UK #16
- The Conversation (2013)
- Texas 25 (2015)